# Celda 211
Celda 211 es una película española, dirigida por Daniel Monzón en 2009, ganadora de ocho Premios Goya incluyendo mejor película, mejor actor y mejor director. Es una adaptación escrita por Daniel Monzón y Jorge Guerricaechevarría de la novela homónima del periodista Francisco Pérez Gandul.
El 15 de septiembre de 2010 es preseleccionada para representar a España en los Óscar junto a Lope de Andrucha Waddington y También la lluvia de Icíar Bollaín. Al final esta última fue elegida por la Academia de cine.

## Argumento
La víspera de su toma de posesión como funcionario de prisiones, Juan Oliver (Alberto Ammann) acude a la prisión provincial de Zamora para conocer las instalaciones y el ambiente de la cárcel donde va a trabajar. Una vez allí, y debido a las malas condiciones en que se encuentra el viejo edificio, recibe un golpe en la cabeza y queda inconsciente. En ese mismo instante, los presos inician un motín. Los compañeros de Juan, sin saber qué hacer para salvar sus vidas, le abandonan en la celda n.º 211 —la única celda vacía— y huyen.
Al despertar, Juan descubre lo ocurrido y es llevado ante Malamadre (Luis Tosar), quien aparenta ser el cabecilla de los presos. Para salvarse, Juan finge ser un preso y estar allí condenado por asesinato en primer grado. Malamadre no parece estar convencido con la versión de Juan, pero ante su actitud desafiante y su inteligencia se gana su aceptación, recibiendo Juan el apodo de «Calzones».
En un momento dado, la policía ve por medio de una cámara a unos presos de ETA que Malamadre ha capturado, revelándose el auténtico motivo del motín: montar la reyerta y capturar a unos presos importantes para obligar al Gobierno a prestar atención a sus condiciones. Durante su estancia en la cárcel, mientras toma notas de las exigencias de Malamadre al Gobierno sobre las pésimas condiciones de la cárcel, Juan se entera de que el anterior ocupante de la celda 211 se suicidó cortándose las venas al no soportar más el dolor que le provocaba un tumor cerebral que el médico de la cárcel no diagnosticó.
Los policías envían a un negociador a hablar con Malamadre. Juan está también presente en la negociación. Además de las condiciones escritas por Juan, Malamadre exige que Juan pueda hablar por teléfono con su esposa Elena (Marta Etura), la cual está embarazada. Cuando parece que Juan va a salir finalmente de la prisión, algo sale mal: un preso acaba con la vida de otro y la policía confunde a la víctima con uno de los presos de ETA. Juan reacciona rápido y saca a los etarras ante la cámara, impidiendo que los GEO entren. Juan se gana la admiración y el respeto de todos los presos, incluido Malamadre, aunque este está molesto ya que Juan actuó sin esperar órdenes suyas.
Mientras se sucede el motín, se produce una manifestación ante la prisión por la falta de información. Elena acude también a la concentración, sin embargo, los antidisturbios acuden a disolverla. Utrilla (Antonio Resines), jefe de servicio, termina golpeando a Elena cuando es empujada hacia él. Malamadre consigue enterarse por medio de Apache (Carlos Bardem), líder de los colombianos de la prisión, de que Elena fue golpeada por Utrilla, por lo que Juan pide que sea llevado ante él para descubrir qué ha ocurrido. Malamadre urde un plan para atraerlo, afirmando que quieren deliberar con él. Cuando Utrilla entra en la cárcel, cae en la trampa tendida por los presidiarios. En plena confrontación, los funcionarios terminan informando a Juan de que su mujer ha muerto. A punto de ser linchado por los presos, Utrilla revela que Juan es un funcionario, dejando a todos sorprendidos; en un arrebato de furia, Juan le corta el cuello a Utrilla.
Completamente destrozado, Juan intenta suicidarse en su celda, pero fracasa. Sin nada ya que perder, Juan se presenta en la negociación entre Malamadre y el enviado del Gobierno afirmando que si el ministro no anuncia el cumplimiento de sus condiciones, en una hora acabarán con los terroristas presos. Ante su alegato, los demás presos se ponen de su parte, obligando a Malamadre a seguirle el juego para no mostrar división.
Los funcionarios se ponen en contacto con Malamadre, revelándole la verdad sobre Juan. Tras discutirlo con Tachuela y Apache, estos quieren acabar con Juan, sin embargo, Malamadre les ignora y decide permitir que siga con vida, aunque afirma que él mismo lo matará en cuanto acabe el motín. En ese instante, los GEO incursionan lanzando granadas de humo. En el caos resultante, los colombianos de Apache traicionan a los amotinados, disparando sobre Juan y después sobre Malamadre cuando este intentaba ayudarlo. El motín es sofocado finalmente.
Mientras los GEO terminan de detener a los amotinados, localizan el cadáver de Juan, mientras Malamadre es trasladado en camilla, gravemente herido. En las últimas escenas, se observa la pared de la celda 211, donde aparece una frase grabada: «Aquí murió Calzones».

## Producción
Celda 211 es una producción de las españolas Morena Films, Vaca Films, y Telecinco Cinema, en coproducción con la francesa La Fabrique 2 y Televisión de Galicia. En la financiación del film participaron también Telecinco, AXN, Canal Plus Francia, la Consellería de Cultura e Deporte de la Junta de Galicia, el Ministerio de Cultura y el programa Media de la Unión Europea. La agencia de ventas francesa Films Distribution se encargó de las ventas internacionales del film.

## Reparto
- Alberto Ammann es Juan Oliver Miranda, apodado "Calzones".
- Luis Tosar es Malamadre.
- Marta Etura es Elena Vázquez Guardiola, la esposa de Juan.
- Antonio Resines es José Utrilla.
- Carlos Bardem es Apache.
- Manuel Morón es Ernesto Almansa, el negociador.
- Luis Zahera es Releches.
- Vicente Romero es Tachuela.
- Fernando Soto es Armando Nieto.
- Félix Cubero es Germán.
- Manolo Solo es José María Roca, director de la cárcel
- Jesús Carroza es Elvis
- Antonio Durán "Morris" es Borrego
- Xavier Estévez es Jefe Geos.
- Juan Carlos Mangas es Calígula.
- Ricardo de Barreiro es Julián.
- David Selvas es Ernesto Dueñas, negociador.

## Recepción

### Crítica
La película fue recibida de manera positiva por parte de la crítica, la página web Sensacine.com recopiló un total de cinco críticas españolas sobre ella recibiendo una nota media de 3,4 sobre 5. Por su parte, la página web Rotten tomatoes recopiló un total de treinta críticas estadounidenses sobre ella siendo el 98% (29) positivas y recibiendo una nota media de 7,5 sobre 10, mientras que Allociné recopiló un total de dieciocho críticas francesas sobre ella recibiendo una nota media de 2,83 sobre 5. En la web rusa Kritikanstvo, recibió una nota de 56 puntos sobre 100 basadas en 4 críticas.

### Taquilla
La película debutó en el número 1 de la taquilla española desbancando, de esta manera, a Ágora de Alejandro Amenábar, que llevaba cuatro semanas en lo más alto del escalafón. Consiguió en su estreno, en el fin de semana del 6 al 8 de noviembre, 1.391.838 € y 221.212 espectadores en 220 salas.
Desde su estreno, el 6 de noviembre de 2009, ha conseguido recaudar en los cines españoles 12.876.475 € atrayendo a 2.055.848 espectadores a las salas (a 14 de marzo de 2010).

## Palmarés cinematográfico
XXIV edición de los Premios Goya
| Categoría                     | Persona                                       | Resultado |
| ----------------------------- | --------------------------------------------- | --------- |
| Mejor película                | Mejor película                                | Ganadora  |
| Mejor director                | Daniel Monzón                                 | Ganador   |
| Mejor actor protagonista      | Luis Tosar                                    | Ganador   |
| Mejor actriz de reparto       | Marta Etura                                   | Ganadora  |
| Mejor actor de reparto        | Carlos Bardem                                 | Nominado  |
| Mejor actor de reparto        | Antonio Resines                               | Nominado  |
| Mejor actor revelación        | Alberto Ammann                                | Ganador   |
| Mejor guion adaptado          | Daniel Monzón Jorge Guerricaechevarría        | Ganadores |
| Mejor música original         | Roque Baños                                   | Nominado  |
| Mejor fotografía              | Carles Gusi                                   | Nominado  |
| Mejor montaje                 | Mapa Pastor                                   | Ganadora  |
| Mejor dirección artística     | Antón Laguna                                  | Nominado  |
| Mejor dirección de producción | Alicia Tellería                               | Nominada  |
| Mejor maquillaje y peluquería | Raquel Fidalgo Inés Rodríguez                 | Nominadas |
| Mejor sonido                  | Sergio Burmann Jaime Fernández Carlos Faruolo | Ganadores |
| Mejores efectos especiales    | Raúl Romanillos Guillermo Orbé                | Nominados |

Fotogramas de Plata 2009
| Categoría               | Persona                 | Resultado |
| ----------------------- | ----------------------- | --------- |
| Mejor película española | Mejor película española | Ganadora  |
| Mejor actor de cine     | Luis Tosar              | Ganador   |

Medallas del Círculo de Escritores Cinematográficos de 2009
| Categoría               | Persona                                | Resultado |
| ----------------------- | -------------------------------------- | --------- |
| Mejor película          |                                        | Ganadora  |
| Mejor director          | Daniel Monzón                          | Ganador   |
| Mejor actor             | Luis Tosar                             | Ganador   |
| Mejor actriz secundaria | Marta Etura                            | Nominada  |
| Mejor actor secundario  | Antonio Resines                        | Nominado  |
| Mejor actor secundario  | Carlos Bardem                          | Nominado  |
| Mejor guion adaptado    | Jorge Guerricaechevarría Daniel Monzón | Nominados |
| Mejor fotografía        | Carles Gusi                            | Nominado  |
| Mejor montaje           | Cristina Pastor                        | Ganadora  |
| Mejor música            | Roque Baños                            | Ganador   |
| Premio revelación       | Alberto Ammann                         | Nominado  |

54.ª edición de los Premios Sant Jordi
| Categoría               | Resultado |
| ----------------------- | --------- |
| Mejor película española | Ganadora  |

XIX edición de los Premios de la Unión de Actores
| Categoría                        | Persona        | Resultado |
| -------------------------------- | -------------- | --------- |
| Mejor actor protagonista de cine | Luis Tosar     | Ganador   |
| Mejor actor secundario de cine   | Carlos Bardem  | Ganador   |
| Mejor actriz de reparto de cine  | Marta Etura    | Nominada  |
| Mejor actor de reparto de cine   | Luis Zahera    | Nominado  |
| Mejor actor revelación           | Alberto Ammann | Ganador   |

## Productos derivados
Debido al gran éxito obtenido tanto por esta película como por Ágora en los Premios Goya, salieron a la venta unos sellos a un P.V.P. de 0,34 €. El de Celda 211 se puso a la venta el 9 de marzo de 2010 con una tirada de 320.000 ejemplares.
El 5 de mayo de 2010 se puso a la venta el DVD de la película. Cuenta con una edición especial en la que se nos muestra una galería de fotos, las filmografías de los actores que intervienen, un audiocomentario de Daniel Monzón con Luis Tosar y un documental sobre cómo se hizo. Además encontramos una galería de dibujos de el Morao.